# Метод дыхания
«Метод дыхания» (англ. The Breathing Method) — повесть американского писателя Стивена Кинга, впервые опубликованная в США в 1982 году в сборнике Different Seasons. Каждая повесть имеет подзаголовок, соотносящий её с одним из времён года; «Метод дыхания» обозначен как «Зимняя сказка».
Структурно повесть разделена на три части: «Клуб», «Метод глубокого дыхания» и снова «Клуб». Фактически часть 1 и 3 — это обрамляющий рассказ, тема которого — приход старого мистера Эдли в загадочный клуб и его попытки узнать что-нибудь о тайне этого заведения, не переходя, однако, грани, за которой любопытство становится смертельно опасным.

## История публикаций
На русском языке текст был впервые опубликован в 1993 году, в 12-м выпуске собрания сочинений «Стивен Кинг», в серии «Мастера остросюжетной мистики» (без указания имени переводчика).
В 1994 году повесть издана в переводе Е. Ю. Харитоновой и И. В. Шульги под названием «Метод глубокого дыхания» (сборник «Игра Джеральда», Львов, 1994).
С 1998 года, когда сборник «Четыре сезона» стал выходить в издательстве АСТ, имена переводчиков повести в выходных данных не указывались ни в основных, ни в дополнительных тиражах.

## Сюжет
Рассказ ведётся от лица Дэвида Эдли (англ. David Adley ), 73-летнего работника «одной из трёх крупнейших в Нью-Йорке адвокатских фирм», в 70-е годы. Вот уже 10 лет он является завсегдатаем некоего безымянного клуба, расположенного по адресу Нью-Йорк, дом 249Б на Тридцать пятой улице. Первый визит Дэвида в Клуб состоялся по приглашению Джорджа Уотерхауза (англ. George Waterhouse ), главы его фирмы.
Через обшитые красным деревом холл и двойные двери, распахнутые на три четверти, на рельсах, я поспешил внутрь, в библиотеку с читальней и баром. Это была тёмная комната, где светились лишь случайные островки — читальные лампы. На дубовом паркете лежал отблеск более густого света, и я слышал потрескивание березы в огромном камине. Тепло разливалось по всей комнате.
В этом клубе каждый вечер вторника собираются респектабельные пожилые джентльмены и рассказывают необычные истории. Девизом клуба считается надпись, высеченная над огромным камином в главной зале: «СЕКРЕТ В РАССКАЗЕ, А НЕ В РАССКАЗЧИКЕ».
Каждый вторник перед Рождеством в клубе рассказывают особые истории — о сверхъестественном. Эдли же замечает, что в библиотеке клуба есть книги неизвестных писателей, чьи произведения невозможно нигде больше найти, изданных несуществующими в реальности издательствами и есть вещи, с логотипами фирм, о которых никто никогда не слышал. Он хочет спросить Стивенса (англ. Stevens ) — таинственного человека, исполняющего обязанности швейцара и бармена при Клубе, но почему-то боится это сделать. Так же Эдли как-то слышит наверху странный шум и начинает беспокоиться, что же там происходит и сколько там комнат. Позже, в некоторых комнатах он бывает, хотя и не во всех, но беспокойство не проходит. Своей жене по имени Эллен (англ. Ellen ), о странностях клуба Дэвид не рассказывает.
Рассказчиком, особенно поразившим Дэвида Эдли, становится старый хирург Эмлин Маккэррон (англ. Emlyn McCarron ). Его истории и посвящена центральная часть повести. Доктор вспоминает начало своей карьеры и работы в Мемориальном госпитале Гарриет Уайт (англ. Harriet White ); в апреле 1935 года ему нанесла визит молодая женщина по имени Сандра Стенсфилд (англ. Sandra Stansfield ). В те времена незамужняя женщина, оказавшаяся «в положении», автоматически приравнивалась к «девицам лёгкого поведения» и становилась изгоем в «приличном обществе». Замужние же «счастливицы», не имея совершенно никакой подготовки, во время родов испытывали страшные мучения (во многом чисто психологического свойства). Камертоном этой части повести становится неоднократно повторённая фраза, высеченная на постаменте статуи Гарриет Уайт, основательницы и сиделки в госпитале, позже названном её именем: «Нет покоя без боли, поэтому мы определяем спасение через страдание».
Я полагаю, что многим нынешним молодым людям такая ситуация показалась бы нелепой и даже невообразимой. Все стремятся сейчас продемонстрировать широту взглядов в отношении того, что беременная женщина без обручального кольца должна быть окружена большим внимание и заботой, чем любая другая. Но джентльмены хорошо знают, что в те времена всё было по-другому. Бытующие тогда нравственные нормы и лицемерие ставили незамужнюю беременную женщину в крайне затруднительное положение. В те годы замужняя беременная женщина чувствовала себя счастливой и гордой тем, что собиралась выполнить предназначение, данной ей Богом. Незамужняя же выглядела проституткой в глазах окружающих, да и сама была склонна считать себя таковою. Она была, используя выражение Эллы Дэвидсон, "лёгкой" женщиной, а в те времена о "лёгкости" забывали не скоро. Такие женщины уезжали рожать и жить в другие города. Некоторые из них глотали таблетки или выбрасывались из окон. Другие шли к подпольным акушеркам-мясникам с грязными руками или пытались сделать всё сами. За мою хирургическую практику четыре женщины умерли у меня на глазах от потери крови из-за тяжёлых ранений матки. Помню один случай, когда ранение было нанесено зазубренным горлышком бутылки, привязанным к венику. Сейчас трудно в это поверить, но подобные вещи происходили, джентльмены. В общем, такая ситуация была для здоровой молодой женщины худшей из всех, какие только можно вообразить.
Доктор Маккэррон, как специалист широкого профиля и автор брошюры о новых тогда методах дыхательной подготовки к родам, взялся опекать Сандру Стенсфилд, проигнорировав моральные трудности и возможный негативный резонанс со стороны общества (как в адрес молодой женщины, так и в адрес его дыхательных методик, разработанных на основе практик индейцев микмаков и шошонов). Он не то чтобы полюбил, скорее восхищался Сандрой, за её целеустремлённость и сильный характер.  Беременность проходила нормально, и рождение ребёнка должно было прийтись на канун Рождества. Но и доктора, и молодую мать посещало чувство необъяснимого иррационального ужаса. Почувствовав первые схватки, Сандра вызвала такси и оповестила своего доктора; нервничающий таксист повёл машину на слишком высокой скорости, и случилось непоправимое: у самых ворот госпиталя такси на полной скорости столкнулось с машиной «скорой помощи» и разбилось о подножие статуи Гарриет Уайт, а Сандре Стенсфилд оторвало голову.
Шокированный Маккэррон, склонившись над окровавленным телом Сандры, увидел, что обезглавленное тело всё ещё продолжало глубоко дышать, давая шанс принять роды. Доктор, после того как извлёк ребёнка, взял голову Сандры в руки и увидел, что её глаза осмысленно смотрят прямо на него. Голова прошептала "спасибо", глаза у неё остекленели, а безголовое тело рядом перестало дышать. Сандра Стенсфилд умерла окончательно.
Всех, слушавших эту историю, она потрясла до глубины души. Маккэррон сообщает им, что ныне ребенок Сандры возглавляет английское отделение одного из самых престижных частных колледжей в стране. Когда все уже расходились, Эдли решился и сказал Стивенсу о том, что не понимает, откуда здесь взялись все эти книги, неизвестных писателей и вещи, несуществующих фирм и спрашивает его о том, сколько в этом здании наверху комнат. Стивенс отвечает, что комнат так много, что люди могут потеряться в них и говорит, что те, кто узнал об этом клубе слишком много, предпочли держаться от него подальше. Эдли не решается расспрашивать Стивенса дальше и уходит, так и не разгадав тайну клуба.

## Персонажи
Русские варианты имён и цитаты приводятся по книге: Кинг, С. Метод дыхания // Четыре сезона: [романы: пер. с англ.]. — М.: АСТ МОСКВА, 2006.

### Главные действующие лица
- Дэвид Эдли (англ. David Adley ). Адвокат, работающий в фирме Джорджа Уотерхауза с 1951 года. Первый визит в Клуб нанёс в возрасте 63 лет, с тех пор на протяжении 10 лет был регулярным посетителем клубных вечеров.
- Эллен Эдли (англ. Ellen Adley ). Жена Дэвида Эдли.
- Эмлин Маккэррон (англ. Emlyn McCarron). Старый хирург, рассказавший в Клубе перед Рождеством историю о методе дыхания.
- Сандра Стенсфилд (англ. Sandra Stansfield ). Героиня истории доктора Маккаррэна, его пациентка, молодая незамужняя женщина, забеременевшая вне брака. В первый визит к доктору назвалась вымышленным именем — Джейн Смит (Jane Smith). Именно её Маккэррэн обучал методу дыхания для облегчения родов.
- Стивенс (англ. Stevens ). Человек в белом пиджаке, исполняющий обязанности швейцара и бармена при Клубе.

Я полагаю, Стивенс мог знать, как всё это возникло, и я уверен, что он был там с самого начала, сколько бы лет с тех пор не прошло. И я верил, что Стивенс был старше, чем он выглядел, намного старше. Он говорил со слабым бруклинским акцентом, но несмотря на это он был агрессивно корректен и пунктуален, как английский дворецкий третьего поколения. Его сдержанность была частью его обаяния, а его маленькая улыбка - закрытой и запечатанной дверью. <...> Вот уже десять лет, немногим больше или меньше, прошло с тех пор, когда я впервые переступил порог 249Б вместе с Джоржем Уотерхаузом, и в то время как многое менилось в мире снаружи, ничего не менялось здесь внутри. Казалось, что Стивенс не постарел не то, что бы на один месяц а даже ни на один день.
- Джордж Уотерхауз (англ. George Waterhouse ). Глава адвокатской конторы, в которой много лет проработал Дэвид Эдли. Выпускник Йельского университета, член почётного общества «Фи-Бета-Каппа». Человек, чьё приглашение открыло перед Дэвидом двери Клуба.

### Посетители Клуба
- Норман Стет (англ. Stett, Norman ). Посетитель клуба, рассказавший историю в первый вечер визита Дэвида Эдли в Клуб (история о человеке, утонувшем в телефонной будке).
- Джерард Тоузмен (англ. Gerard Tozeman ). Посетитель Клуба, рассказавший первую для Дэвида «клубную рождественскую историю» о I Мировой войне и о генерале Каррутэрсе.
- Питер Эндрюс (англ. Peter Andrews ). Адвокат, проработавший на Парк-авеню 22 года. Рассказчик «клубной рождественской истории» во время второго визита Дэвида Эдли в Клуб (речь шла о сенаторе, обнаружившем в багажнике машины нечто).
- Иохансен (англ. Johanssen ). Завсегдатай клуба, неизменно читающий «Wall Street journal».
- Джордж Грегсон (англ. Gregson, George ). Завсегдатай клуба, бильярдист.
- Гарри Стайн (англ. Stein, Harry ). Завсегдатай клуба, бильярдист.

### Второстепенные действующие лица
Сотрудники Дэвида Эдли:

Лаутон ((англ. Lawton ), Роберт Карден ((англ. Carden, Robert ), Фрейзер ((англ. Frasier ), Генри Эффингем ((англ. Effingham, Henry ).
Прочие:
- Гарриет Уайт (англ. Harriet White ). Первая жена мистера Маккэррона (вторая, так и не названная в повести, родила Эмлина Маккэррона, будущего доктора). Статуя Гарриет стояла перед зданием Мемориального госпиталя Гарриет Уайт (Harriet White Memorial hospital), в котором работал доктор Маккэррон.
- Джон Ханрахан (англ. John Hanrahan ). Завсегдатай Клуба, умерший от рака.
- Арлин Ханрахан (англ. Arlene Hanrahan ). Жена Джона Ханрахана, для поддержки которой члены Клуба анонимно собрали $10,000.
- Элла Дэвидсон (англ. Davidson, Ella ). Медсестра из приёмного отделения доктора Маккэррона.
- Келли, миссис (англ. Kelly, Mrs. ). Начальница Сандры Стенсфилд, уволившая её при первых признаках беременности.
- Гиббс, миссис (англ. Gibbs, Mrs. ). Слепая женщина, нанявшая глубоко беременную Сандру Стенсфилд «для лёгкой домашней работы, а также для чтения вслух произведений Джин Стрэттон-Портер и Перл Бак».
- Хью Биглмэн (англ. Hugh Beaglemen ). Посетитель Клуба, присутствовавший при рассказе «клубной рождественской истории» Питера Эндрюса.
- Джозеф Вудс (англ. Joseph Woods ). Глава юридической конторы, в которой работал Питер Эндрюс до того, как открыть собственное дело.

### Реальные исторические личности
- Фернан Ламаз (Lamaze, Fernand, 1891—1957) — акушер-гинеколог из Парижа, создавший целостную программу подготовки беременных к родам на основе психопрофилактического метода уменьшения родовых болей. Разрабатывать свой метод он начал после визита в 1951 году в СССР, где ознакомился с исследованиями И. П. Павлова и И. З. Вельвовского. Свои идеи он сформулировал в книге «Безболезненные роды» («Painless childbirth: The Lamaze method»). Получается, что кинговский доктор Маккаррэн, опубликовавший свою брошюрку в помощь несчастным роженицам уже к 1935 году, был воистину революционером в области родовспоможения.
- Настоящие авторы, чьи книги стояли на книжных полках клуба: Чарльз Диккенс, Даниэль Дефо, Эзра Паунд, Энтони Троллоп, Арчибальд Маклиш.
- Поэты, чьи стихи были в библиотеке Клуба: Роберт Фрост, Марианн Мур, Уильям Карлос Уильямс, Уоллес Стивенс, Эрика Йонг, Луи Зуковски (Zukofsky, Louis).
- Актёры, упомянутые мимоходом: Кларк Гейбл, Фред МакМюррей, Граучо Маркс, Мэрилин Монро.
- Музыканты, упомянутые мимоходом: Диззи Гиллеспи, Декстер Гордон.

### Вымышленные персонажи
- Стэдхем (англ. Stedham ). Глава некоего книжного издательства «Стэдхем и сын», не зарегистрированного ни в одном каталоге книгоиздателей Америки.
- Лесроп Каррутэрс (англ. Lathrop Carruthers ). Генерал американской армии из «клубного рождественского рассказа» Джерарда Тоузена, убитый взрывом артиллерийского снаряда, вплавившего карту местности в его лицо.

Вымышленные авторы, чьи книги стояли на книжных полках Клуба:
- Эдвард Грей Севиль (англ. Seville, Edward Gray ). Автор 11 романов, выпущенных издательством «Стэдхем и сын». Первый роман, по свидетельству Эдли, назывался «Это были наши братья» («These were our Brothers», 1911), последний — «Нарушители» («Breakers», 1935)[7].
- Норберт Роузен (англ. Norbert Rosen ). Поэт 1924 года рождения, по мнению Дэвида Эдли «равный, быть может, Эзре Паунду и Уоллесу Стивенсу». Трёхтомник стихов Роузена был выпущен фирмой «Стэдхем и сын».

## Адаптации
На 2020 год запланирован выход фильма «Метод дыхания».